# Claude Villand
Claude Villand est un ingénieur du son français, mixeur de cinéma, qui a reçu trois Césars pour La Passante du Sans-Souci de Jacques Rouffio, Autour de minuit de Bertrand Tavernier et Au revoir les enfants de Louis Malle.

## Filmographie
- 1973 : Les Zozos de Pascal Thomas
- 1973 : Projection privée de François Leterrier
- 1975 : La Chair de l'orchidée de Patrice Chéreau
- 1975 : Cousin, cousine de Jean-Charles Tacchella
- 1976 : Lumière de Jeanne Moreau
- 1976 : Duelle de Jacques Rivette
- 1976 : L'Aile ou la Cuisse de Claude Zidi
- 1976 : Une femme à sa fenêtre d'Pierre Granier-Deferre
- 1977 : La Dentellière de Claude Goretta
- 1977 : Nous irons tous au paradis d'Yves Robert
- 1977 : Un oursin dans la poche
- 1978 : La Zizanie de Claude Zidi
- 1978 : Sale rêveur de Jean-Marie Périer
- 1978 : Chaussette surprise d'Jean-François Davy
- 1978 : Je suis timide mais je me soigne de Pierre Richard
- 1978 : Trocadéro bleu citron
- 1978 : Judith Therpauve de Patrice Chéreau
- 1978 : Plein les poches pour pas un rond
- 1979 : Martin et Léa de Alain Cavalier
- 1979 : Coup de tête de Jean-Jacques Annaud
- 1979 : Messidor d'Alain Tanner
- 1979 : Les Chiens d'Alain Jessua
- 1979 : L'Homme en colère de Claude Pinoteau
- 1979 : Le Maître-nageur de Jean-Louis Trintignant
- 1979 : La Drôlesse de Jacques Doillon
- 1979 : Les Bronzés font du ski de Patrice Leconte
- 1979 : Le Gagnant de Christian Gion
- 1980 : C'est encore loin l'Amérique ? de Roger Coggio
- 1980 : La Mort en direct de Bertrand Tavernier
- 1980 : Une semaine de vacances de Bertrand Tavernier
- 1980 : La Banquière de Francis Girod
- 1980 : Le Cœur à l'envers
- 1980 : Voulez-vous un bébé Nobel ? de Robert Pouret
- 1980 : La Boum de Claude Pinoteau
- 1981 : La Provinciale de Claude Goretta
- 1981 : Un étrange voyage d'Alain Cavalier
- 1981 : Diva de Jean-Jacques Beineix
- 1981 : On n'est pas des anges... elles non plus de Michel Lang
- 1981 : Merry-Go-Round de Jacques Rivette
- 1981 : Une étrange affaire de Pierre Granier-Deferre
- 1982 : Missing de Costa-Gavras
- 1982 : Tête à claques de Francis Perrin
- 1982 : Le Cadeau de Michel Lang
- 1982 : La Passante du Sans-Souci de Jacques Rouffio
- 1982 : Le Grand Frère de Francis Girod
- 1982 : Hécate, maîtresse de la nuit de Daniel Schmid
- 1982 : Que les gros salaires lèvent le doigt ! de Denys Granier-Deferre
- 1982 : Le Quart d'heure américain de Philippe Galland
- 1982 : La Boum 2 de Claude Pinoteau
- 1983 : Le Bourreau des cœurs de Christian Gion
- 1983 : La Traviata de Franco Zeffirelli
- 1983 : Sandy
- 1983 : Hanna K. de Costa-Gavras
- 1983 : Eréndira de Ruy Guerra
- 1983 : Le Marginal de Jacques Deray
- 1984 : J'ai rencontré le Père Noël de Christian Gion
- 1984 : Le Bon Plaisir de Francis Girod
- 1984 : Gwendoline de Just Jaeckin
- 1984 : Femmes de personne de Christopher Frank
- 1984 : Un dimanche à la campagne de Bertrand Tavernier
- 1984 : Fort Saganne d'Alain Corneau
- 1984 : Souvenirs, Souvenirs d'Ariel Zeitoun
- 1984 : French Lover (Until September) de Richard Marquand
- 1984 : Le Jumeau d'Yves Robert
- 1984 : Marche à l'ombre de Michel Blanc
- 1984 : Joyeuses Pâques de Georges Lautner
- 1984 : Une fille à aimer (Just the Way You Are) d'Édouard Molinaro
- 1984 : La Septième Cible de Claude Pinoteau
- 1985 : Sac de nœuds de Josiane Balasko
- 1985 : Le Thé au harem d'Archimède de Mehdi Charef
- 1985 : A.K. de Chris Marker
- 1985 : Ran de Akira Kurosawa
- 1985 : Hurlevent de Jacques Rivette
- 1985 : Orfeo de Claude Goretta
- 1986 : Max mon amour de Nagisa Oshima
- 1986 : Opéra de Malandro (Ópera do Malandro)
- 1986 : Le Paltoquet de Michel Deville
- 1986 : Autour de minuit ('Round Midnight) de Bertrand Tavernier
- 1986 : Descente aux enfers de Francis Girod
- 1987 : Dreamers (Ha-Holmim) de Uri Barbash
- 1987 : Le Cinéma dans les yeux de Gilles et Laurent Jacob
- 1987 : Terminus de Pierre-William Glenn
- 1987 : La Rumba de Roger Hanin
- 1987 : Les mois d'avril sont meurtriers de Laurent Heynemann
- 1987 : Dernier été à Tanger de Alexandre Arcady
- 1987 : Au revoir les enfants de Louis Malle
- 1987 : Man on Fire de Élie Chouraqui
- 1987 : Comédie ! de Jacques Doillon
- 1987 : Le Cinéma dans les yeux de Gilles Jacob et Laurent Jacob
- 1988 : En toute innocence de Alain Jessua
- 1988 : L'Enfance de l'art de Francis Girod
- 1988 : La Lectrice de Michel Deville
- 1988 : La Main droite du diable (Betrayed) de Costa-Gavras
- 1988 : L'Ours de Jean-Jacques Annaud
- 1988 : Un coupable (TV)
- 1988 : Trois places pour le 26 de Jacques Demy
- 1989 : Bille en tête de Carlo Cotti
- 1989 : Moitié-moitié de Paul Boujenah
- 1989 : Kuarup de Ruy Guerra
- 1989 : Bunker Palace Hôtel de Enki Bilal
- 1989 : Astérix et le Coup du menhir de Philippe Grimond
- 1989 : La Révolution française de Robert Enrico
- 1990 : Mister Frost
- 1990 : Nuit d'été en ville de Michel Deville
- 1990 : La Gloire de mon père d'Yves Robert
- 1990 : Le Château de ma mère d'Yves Robert
- 1990 : La Discrète de Christian Vincent
- 1990 : Lacenaire (L'Élégant criminel) de Francis Girod
- 1991 : L'Opération Corned-Beef de Jean-Marie Poiré
- 1991 : Veraz
- 1991 : Un homme et deux femmes
- 1991 : J'embrasse pas de André Téchiné
- 1992 : Les Danseurs du Mozambique (TV)
- 1992 : Le Zèbre de Jean Poiret
- 1992 : La Règle du je de Françoise Etchegaray
- 1992 : Une vie indépendante (Samostoyatelnaya zhizn) de Vitali Kanevsky
- 1993 : L'Honneur de la tribu de Mahmoud Zemmouri
- 1993 : Les Visiteurs de Jean-Marie Poiré
- 1993 : La Petite Apocalypse de Costa-Gavras
- 1993 : À cause d'elle de Jean-Loup Hubert
- 1993 : La Soif de l'or de Gérard Oury
- 1993 : Amok de Joël Farges
- 1993 : Tout le monde n'a pas eu la chance d'avoir des parents communistes de Jean-Jacques Zilbermann
- 1994 : La Vengeance d'une blonde de Jeannot Szwarc
- 1994 : Délit mineur de Francis Girod
- 1995 : Les Sables de Harold Manning
- 1995 : La Cérémonie de Claude Chabrol
- 1995 : Les Anges gardiens de Jean-Marie Poiré
- 1996 : Fantôme avec chauffeur de Gérard Oury
- 1996 : Delphine 1, Yvan 0 de Dominique Farrugia
- 1997 : Les Couleurs du diable de Alain Jessua
- 1997 : Amour et Confusions de Patrick Braoudé
- 1997 : Port Djema
- 1997 : Rien ne va plus de Claude Chabrol
- 1998 : Les Couloirs du temps : Les Visiteurs 2 de Jean-Marie Poiré
- 1998 : Ça reste entre nous de Martin Lamotte
- 1998 : Terminale de Francis Girod
- 1998 : Cantique de la racaille de Vincent Ravalec
- 1999 : Au cœur du mensonge de Claude Chabrol
- 1999 : Adieu, plancher des vaches ! de Otar Iosseliani
- 1999 : Lovers de Jean-Marc Barr
- 2000 : Le Conte du ventre plein de Melvin Van Peebles
- 2000 : Merci pour le chocolat de Claude Chabrol
- 2001 : Le Roman de Lulu de Pierre-Olivier Scotto
- 2001 : Mauvais genres de Francis Girod
- 2002 : Patron sur mesure (TV)
- 2002 : Lundi matin de Otar Iosseliani
- 2002 : Monsieur Batignole de Gérard Jugnot
- 2003 : Lovely Rita, sainte patronne des cas désespérés de Stéphane Clavier
- 2005 : Boudu de Gérard Jugnot
- 2005 : Mon petit doigt m'a dit... de Pascal Thomas
- 2006 : Beur blanc rouge de Mahmoud Zemmouri
- 2007 : L'Heure zéro de Pascal Thomas
- 2008 : Le crime est notre affaire de Pascal Thomas

## Récompenses et nominations

### César du meilleur son
- 1983 : La Passante du Sans-Souci, avec William Robert Sivel
- 1987 : Autour de minuit, avec Bernard Leroux, Michel Desrois et William Flageollet
- 1988 : Au revoir les enfants, avec Jean-Claude Laureux et Bernard Leroux

### Nominations
César du meilleur son
- 1985 : Fort Saganne, avec Jean-Paul Loublier et Pierre Gamet
- 1985 : Souvenirs, souvenirs, avec Bernard Leroux et Guillaume Sciama
- 1989 : L'Ours, avec Bernard Leroux et Laurent Quaglio
- 1990 : Bunker Palace Hôtel, avec Pierre Gamet

British Academy Film Award du meilleur son
- 1984 : La traviata, avec Cesare D'Amico, Jean-Louis Ducarme et Federico Savina

### Décorations
- Chevalier de l'Ordre des Arts et des Lettres (2009)